# Aaron Hackley junior
Aaron Hackley junior (* 6. Mai 1783 in Wallingford, Connecticut; † 28. Dezember 1868 in New York City) war ein US-amerikanischer Jurist und Politiker. Zwischen 1819 und 1821 vertrat er den Bundesstaat New York im US-Repräsentantenhaus.

## Werdegang
Aaron Hackley junior wurde ungefähr drei Monate vor dem Ende des Unabhängigkeitskrieges in Wallingford im New Haven County geboren und wuchs dort auf. In dieser Zeit besuchte er öffentliche Schulen und graduierte dann 1805 am Williams College in Williamstown (Massachusetts). Hackley zog nach Herkimer. Er wurde 1812 zum Stadtschreiber (county clerk) gewählt und 1815 wiedergewählt. Während des Britisch-Amerikanischen Krieges war er Judge Advocate. Er saß in den Jahren 1814, 1815 und 1818 in der New York State Assembly.
Als Gegner einer zu starken Zentralregierung schloss er sich in jener Zeit der von Thomas Jefferson gegründeten Demokratisch-Republikanischen Partei an. Bei den Kongresswahlen des Jahres 1818 für den 16. Kongress wurde er im 17. Wahlbezirk von New York in das US-Repräsentantenhaus in Washington, D.C. gewählt, wo er am 4. März 1819 die Nachfolge von Thomas H. Hubbard antrat. Er schied nach dem 3. März 1821 aus dem Kongress aus und sein Vorgänger Hubbard wurde auch sein Nachfolger.
Zwischen 1828 und 1833 war er als Bezirksstaatsanwalt im Herkimer County tätig. 1837 saß er erneut in der New York State Assembly. Er bekleidete in den Jahren 1823 und 1824 den Posten als Richter am Gerichtsbezirk von St. Lawrence County. Dann war er Master am New York Court of Chancery. Er wurde Recorder in Utica. Am 28. Dezember 1868 verstarb er in New York City und wurde dann auf dem Trinity Church Cemetery beigesetzt. Zu jenem Zeitpunkt war der Bürgerkrieg ungefähr drei Jahre zu Ende.